# Saint-Barthélemy (francia tengerentúli terület)
Saint-Barthélemy egy francia tengerentúli terület (franciául collectivité) a Karib-tengerben. 2007. február 22-én jött létre, mint önálló francia tengerentúli terület, előtte Guadeloupe francia tengerentúli megye része volt.

Saint-Barthélemy domborzati térképe

## Történelem

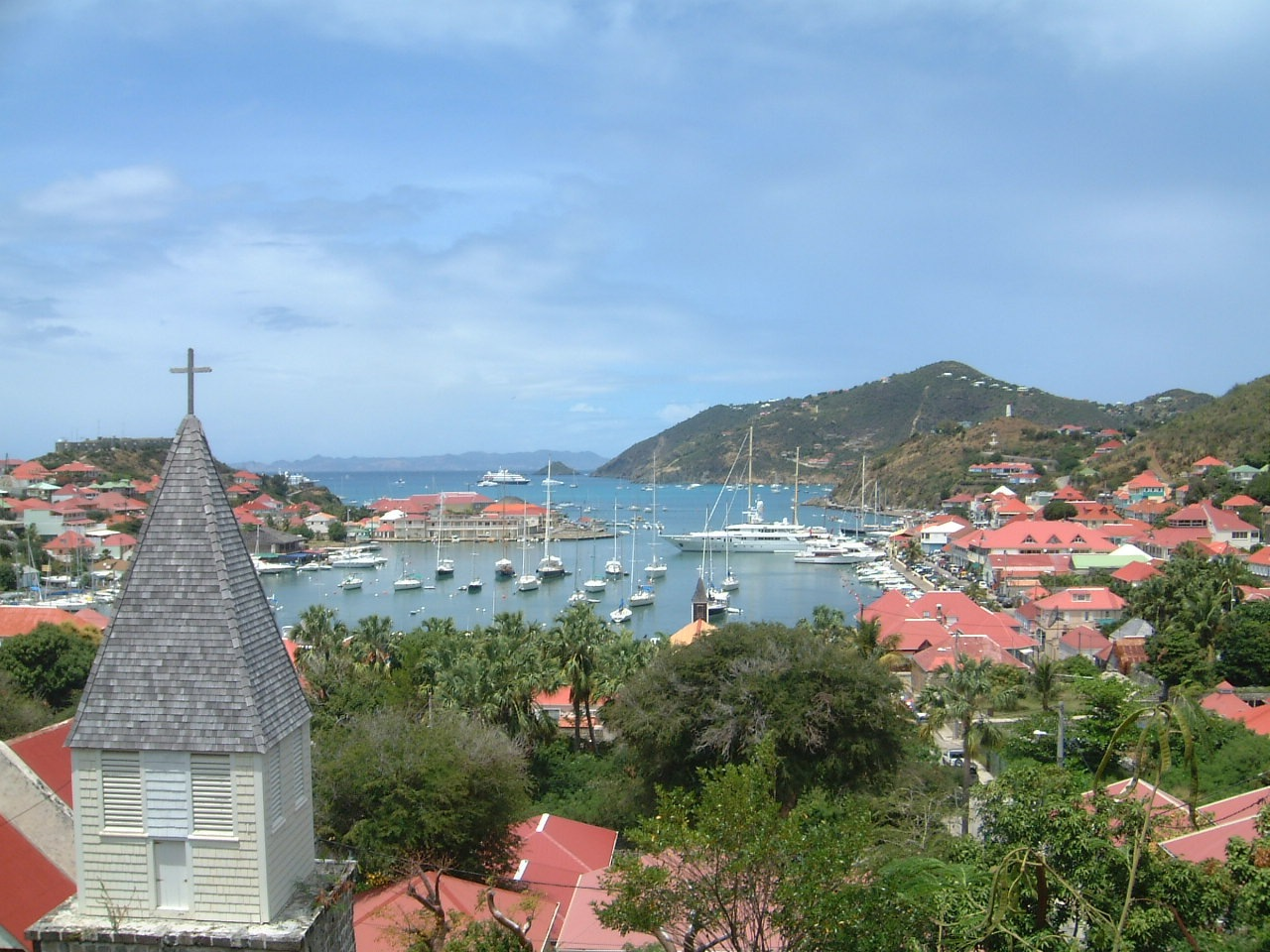
Gustavia kikötője

Saint-Barthélemy 1648-ban lett francia birtok. 1784-ben eladták Svédországnak, 1878-ban visszavásárolta Franciaország. 1787-ben állították fel a rabszolgák és szabad színesek ügyeit intéző hivatalt. Az utolsó legálisan tartott rabszolgát Saint-Barthélemy svéd gyarmaton 1847. október 9-én szabadították fel. A svéd időszak jele számos utca neve. A főváros nevét III. Gusztáv svéd király tiszteletére kapta. Saint-Barthélemy címerében tükröződnek az országok amelyek uralkodtak a sziget fölött. A három liliom Franciaországot, a máltai kereszt a máltai rend rövid időszakát míg a három korona Svédországot jelképezi.
Gyakran itt ünneplik az új év kezdetét a világ leggazdagabb emberei.

## Népesség
A lakosság karibi térségben szokatlan módon, többségében fehérekből áll. A fehérek (európaiak), mindannyian franciák. A lakosság maradék 10%-át feketék, mulattok és meszticek teszik ki. A feketék afrikai leszármazottak.